# Tomer Sisley
Pour les articles homonymes, voir Gazit et Sisley.
Tomer Gazit (hébreu : תומר גזית), dit Tomer Sisley (hébreu : תומר סיסלי), est un humoriste et acteur franco-israélien, né le 14 août 1974 à Berlin-Ouest.
Il est surtout connu pour ses spectacles de stand-up (pour lesquels il a fait l'objet d'accusations de plagiat d'humoristes américains) et pour avoir incarné au cinéma le héros de bande dessinée Largo Winch dans les films Largo Winch (2008), Largo Winch 2 (2011) et Largo Winch : Le Prix de l'argent (2024).

## Biographie

### Enfance
Tomer Gazit naît le 14 août 1974 à Berlin, en Allemagne. Ses parents sont juifs israéliens, chercheurs en dermatologie (dans ses sketchs, il présente son père comme arabe), et ses grands-parents biélorusses et lituaniens (côté paternel) et yéménites (côté maternel).
En 1983, ses parents étant séparés, il rejoint son père parti s'installer dans le sud de la France et c'est là qu'il est élevé, alors qu'il ne possède aucune notion de la langue vernaculaire à son arrivée, toutefois ses nouveaux camarades d'école lui permettent de rattraper cette lacune. Il étudie ensuite au Centre international de Valbonne.

### Débuts de comédien et percée comme humoriste (1996-2006)
Entre 1996 et 2006, Tomer Gazit commence sa carrière en jouant dans diverses sitcoms, comme Studio Sud avec Séverine Ferrer, Avy Marciano et Diane Robert, ou dans la série télévisée Highlander. Il prend alors le nom d'artiste de Tomer Sisley.
Il arrive à se faire connaître en devenant humoriste. Ses spectacles de stand-up consistent à s'adresser directement aux spectateurs, en faisant comme si tout était improvisé et en parlant de sujets divers et variés. En 2004, il fait la première partie du one-man-show de Jamel Debbouze. Il coécrit ensuite son premier spectacle avec Philippe Mechelen et Kader Aoun, ce dernier étant aussi le metteur en scène du spectacle. Celui-ci est joué 300 fois et une captation du spectacle sort en vidéo en octobre 2006.
Cette exposition médiatique l'amène à participer à l'émission Fort Boyard (équipe Hanouna), mais surtout à postuler à des rôles plus importants en tant que comédien.

### Tête d'affiche au cinéma (2007-2013)

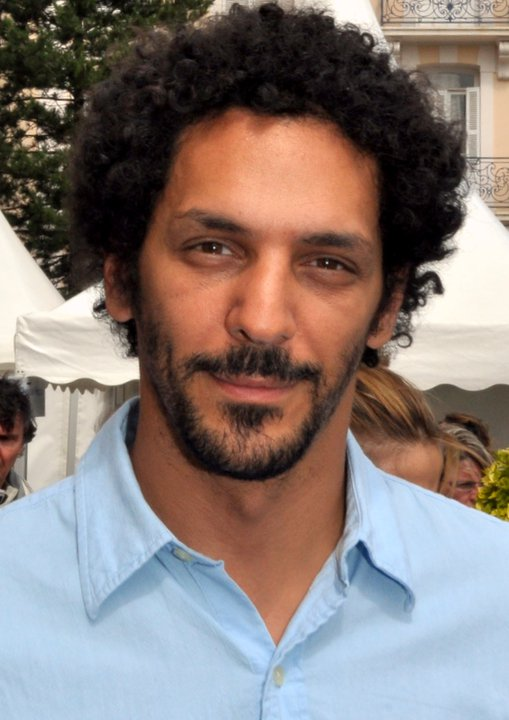
L'acteur, membre du jury du festival du film de Cabourg 2011.

En 2007, Tomer Sisley décroche un rôle principal dans la série événement de Canal + : La Commune, créée par Abdel Raouf Dafri.
Mais c'est au cinéma qu'il connaît un large succès l'année suivante : il est en effet choisi pour incarner le héros de la grosse production Largo Winch, adaptation de la bande dessinée éponyme signée Jérôme Salle. Son interprétation est saluée par l'Étoile d'or 2009 de la révélation masculine.
Il enchaîne avec le tournage de Largo Winch 2, sorti en 2011 et qui lui permet de donner la réplique à Sharon Stone. Cette fois, les critiques sont mauvaises, le box-office décevant, surtout à l'étranger, et l’œuvre est désavouée par le créateur de la BD, Jean Van Hamme. La même année, Sisley est la tête d'affiche du polar Nuit blanche, écrit et réalisé par Frédéric Jardin. Il y partage l'écran avec Julien Boisselier et Lizzie Brocheré.
Il court les castings pour des projets hollywoodiens et, en 2013, fait ainsi partie de la distribution de la comédie américaine Les Miller, une famille en herbe de Rawson Marshall Thurber. Il incarne un antagoniste des héros et participe notamment à une scène de strip-tease de la star du film, Jennifer Aniston. La même année, il apparaît dans une grosse production française, Angélique d'Ariel Zeitoun, mais le film essuie un flop, les projets de suites étant annulés.
Il revient sur scène en tant qu'humoriste la même année, cette fois pour enregistrer avec d'autres humoristes — comme Éric Antoine, Oldelaf ou encore Olivier de Benoist — L'art d'être rigolo, un spectacle coécrit par Kader Aoun, Mathieu Madénian et Thomas VDB. La captation est diffusée en février 2014 par la chaîne Comédie !.

### Téléfilms (2013-2017)
Par la suite, Tomer Sisley est la tête d'affiche de deux films, mais la comédie Kidon d'Emmanuel Naccache connaît une exploitation confidentielle en 2014, tandis que le polar Le Serpent aux mille coupures d'Éric Valette passe inaperçu, malgré une meilleure exposition.
Il se replie progressivement sur la télévision. En janvier 2016 sur France 2, il joue le rôle-titre du téléfilm dramatique Stavisky, l'escroc du siècle écrit et réalisé par Claude-Michel Rome. Puis en décembre 2017, il donne la réplique à Julie de Bona dans Coup de foudre à Noël, un téléfilm romantique de fin d'année de TF1.

### Séries télévisées (depuis 2018)
Tomer Sisley enchaîne les tournages de séries télévisées à partir de 2017 : en 2018, toujours sur TF1, il seconde Odile Vuillemin dans la minisérie Les Innocents, mise en scène par Frédéric Berthe ; puis, début 2019, il tient l'un des rôles principaux de la série de France 2 Philharmonia dont l'action se situe dans le milieu de la musique classique. Il fait ensuite partie du casting de la série américaine Messiah.
Mais c'est sur TF1 qu'il connaît un succès commercial avec la série d'investigation Balthazar avec pour partenaire Hélène de Fougerolles. Après de très bonnes audiences, une seconde saison est commandée par la chaîne fin 2018.
En 2019, il tient un petit rôle dans le thriller franco-canadien Lucky Day de Roger Avary.
En janvier 2023 (date de première diffusion sur France 2), il tient le premier rôle de la mini-série policière de science-fiction (à futur proche) Vortex : celui de Ludovic Béguin, un commandant de police enquêtant sur plusieurs meurtres séparés par le temps et présentant des similitudes avec la mort prétendument accidentelle (ou le suicide) de sa première femme. À la faveur d'une faille temporelle, il va contacter celle-ci dans le passé pour tenter d'empêcher sa mort (qui se révèle être en fait un meurtre), ce qui a pour effet imprévisible de modifier à plusieurs reprises son présent et celui de ses proches, parfois de manière réversible.

### Sport automobile

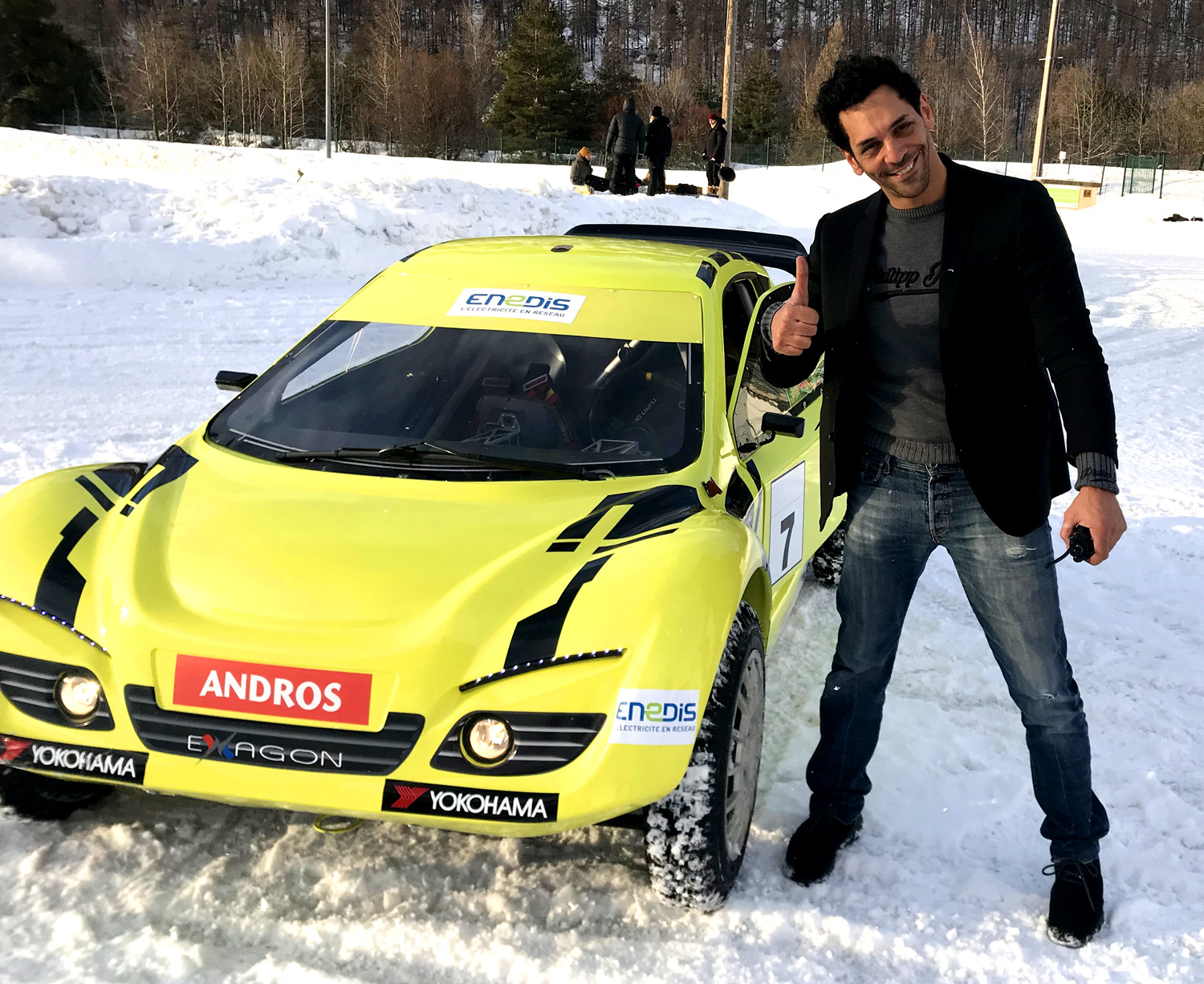
Tomer Sisley au e-Trophée Andros 2021.

Fan de sport automobile, Tomer Sisley a participé plusieurs fois au Trophée Andros (course auto sur glace 100 % électrique) dans la catégorie des invités (en 2009 à Saint-Dié-des-Vosges, 2014 à Super-Besse et 2015 à Val Thorens).

## Polémiques

### Accusations de plagiat
En octobre 2017, la chaîne YouTube de CopyComic, un vidéaste anonyme et amateur de stand-up, publie deux vidéos comparatives montrant différents emprunts de Tomer Sisley à une vingtaine de comiques américains. Ces emprunts, traduits, furent ensuite incorporés par l'artiste dans ses propres spectacles de stand-up. Les images montrent notamment les ressemblances frappantes entre son spectacle intitulé Stand-up (2006) et les comiques américains. Parmi les artistes plagiés figureraient Robin Williams, Todd Glass ou Nick Swardson, leurs sketches ayant été diffusés dans Comedy Central Presents (en), une émission de télévision américaine entre 1999 et 2003.
À ce sujet, il est cité (ainsi que d'autres humoristes) dans un reportage de l'émission Envoyé spécial diffusé sur France 2 le 22 mars 2018, qui relate les révélations de plagiat des artistes américains de la scène du stand-up par certains humoristes français, comme Jamel Debbouze, Gad Elmaleh, Michel Leeb ou Roland Magdane,.
Tomer Sisley lui-même répond avec dérision en publiant sur Instagram une carte de visite où il se dit « traducteur ».

## Vie privée

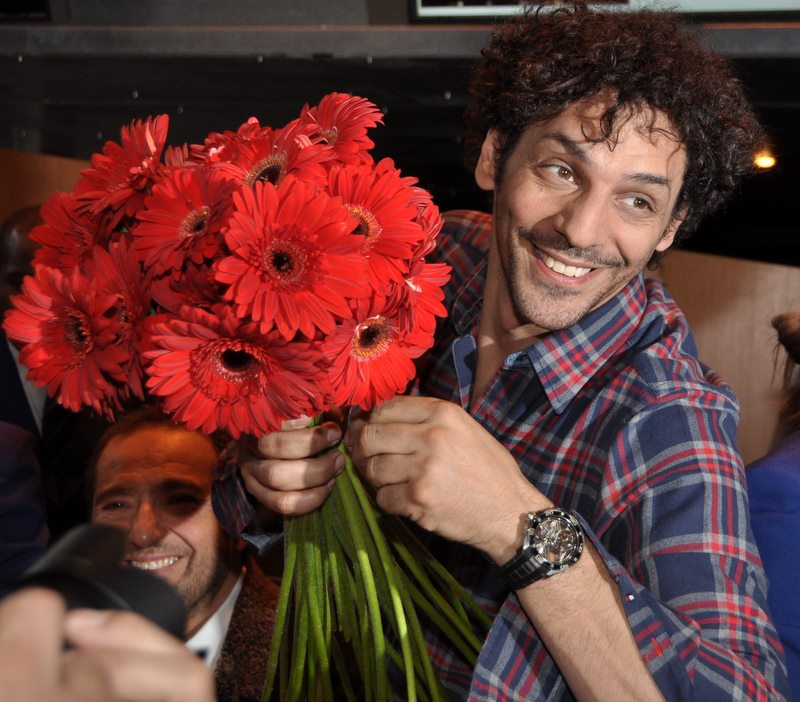
Le comédien au Printemps du cinéma 2013.

En 1999, Tomer Sisley se sépare de Sandra de Matteis, chroniqueuse, avec qui il était en couple depuis un an. Sandra épouse Valéry Zeitoun avec lequel elle a un fils, Dino. De son côté, Tomer Sisley a deux enfants avec Julie Madar : Liv Shaya, née en octobre 2008, et Levin, né en mai 2011, mais le couple se sépare. Tomer se rapproche un temps de Karine Machado, connue dans le monde du parachutisme, mannequin et créatrice de mode.
En octobre 2016, lors de l'émission Jusqu'au bout de la nuit sur C8, spéciale « 35h de Baba », il s'affiche à nouveau avec Sandra Zeitoun de Matteis. Le 24 novembre 2016, ils annoncent leurs fiançailles. Le 27 novembre 2017, par le biais de clichés postés sur les réseaux sociaux, l'humoriste Axelle Laffont et Sarah Lavoine révèlent que le couple s'est marié.
Il a participé à plusieurs compétitions de poker dont un tournoi à l’Aviation Club de France ainsi qu’à l'European Poker Tour de Deauville édition 2009. Il y joue depuis 2007.

## Filmographie

### Cinéma

#### Longs métrages
- 1996 : Alliance cherche doigt de Jean-Pierre Mocky : un beur
- 2001 : Absolument fabuleux de Gabriel Aghion : Kevin
- 2003 : Dédales de René Manzor : Malik
- 2003 : Bedwin Hacker de Nadia El Fani : Chams
- 2005 : Virgil de Mabrouk El Mechri : Dino Taliori
- 2006 : La Nativité (The Nativity Story) de Catherine Hardwicke : le collecteur d'impôts
- 2006 : Toi et moi de Julie Lopes-Curval : Farid
- 2007 : Truands de Frédéric Schoendoerffer : Larbi
- 2008 : Largo Winch de Jérôme Salle : Largo Winch
- 2011 : Largo Winch 2 de Jérôme Salle : Largo Winch
- 2011 : Nuit blanche de Frédéric Jardin : Vincent
- 2013 : Les Miller, une famille en herbe (We're the Millers) de Rawson Marshall Thurber : Pablo Chacon
- 2013 : Angélique d'Ariel Zeitoun : le marquis de Plessis-Bellière
- 2014 : Kidon d'Emmanuel Naccache : Daniel
- 2015 : Le Dernier Jour d'Yitzhak Rabin (Rabin, the Last Day) d'Amos Gitaï : le chauffeur de Rabin
- 2015 : Young et moi de Sophie Nahum (documentaire) : Young Perez[20]
- 2017 : Le Serpent aux mille coupures d'Éric Valette : le motard
- 2019 : Lucky Day de Roger Avary : Jean-Jacques
- 2021 : Don't Look Up : Déni cosmique (Don't Look Up) d'Adam McKay : Adul Grelio
- 2023 : BDE de Michaël Youn : Dany Frydman
- 2024 : Largo Winch : Le Prix de l'argent d'Olivier Masset-Depasse : Largo Winch

#### Courts métrages
- 2009 : Cas ID de Matthieu Tribes : le convoyeur 2
- 2012 : L'Effet coccinelle de Nouriel Malka et Jérôme Sau

### Télévision

#### Téléfilms
- 2002 : Double Flair de Denis Malleval : Nicolas
- 2005 : Retiens-moi de Jean-Pierre Igoux : Éric
- 2014 : L'Art d'être rigolo de Kader Aoun, Mathieu Madénian et Thomas Vandenberghe
- 2015 : Stavisky, l'escroc du siècle de Claude-Michel Rome : Serge Stavisky
- 2017 : Coup de foudre à Noël d'Arnauld Mercadier : Martial
- 2023 : Comme mon fils de Franck Brett : Victor

#### Séries télévisées
- 1996 : Highlander (Highlander: The Series) : Reza (saison 4, épisode 15 : Sous la foi du serment (Promises))
- 1996 : Studio Sud : Nico
- 1997 : Les Bœuf-carottes : Joe (épisode : La Manière forte)
- 1998 : Navarro : Laurent Fréjus (saison 10, épisode 2 : Un bon flic)
- 1998 : Un homme en colère : Kamel (saison 1, épisode 3 : Un silence coupable)
- 1999 : L'Immortelle (Highlander: The Raven) : Félix (saison 1, épisode 13 : La Filière (The French Connection))
- 2001 : PJ : Saïd (saison 5, épisode 1 : Inceste)
- 2001 : Duelles : Serge Morani (saison 1, épisode 1 : C'est lui)
- 2001 : Nadia Coupeau, dite Nana : Fontan
- 2001 : Méditerranée : Mehdi (2 épisodes)
- 2003 : Vertiges : Stavros (épisode : Vacances mortelles)
- 2005 : Trois femmes flics : Fred (saison 1, épisode 3 : Telle est prise…)
- 2007 : Confidences (mini-série)
- 2007 : La Commune : Hocine Zemmouri (8 épisodes)
- 2018 : Les Innocents : Ronan Berg (mini-série ; 6 épisodes)
- 2018-2023 : Balthazar : le docteur Raphaël Balthazar (5 saisons)
- 2019 : Philharmonia : Rafael Crozes (6 épisodes)
- 2020 : Messiah : Aviram Dahan (10 épisodes)
- 2021 : Une mère parfaite : Vincent Duc (4 épisodes)
- 2022 : Vortex : Ludovic (mini-série) (6 épisodes)
- 2025 : Surface de Slimane-Baptiste Berhoun
- 2026 : GIGN

#### Narration de documentaires
- 2024 : Notre histoire de France

### Doublage
- 2008 : Kung Fu Panda : Maître Grue
- 2008 : Kung Fu Panda : Les Secrets des cinq cyclones : Maître Grue
- 2010 : Kung Fu Panda : Bonnes fêtes : Maître Grue
- 2011 : Kung Fu Panda 2 : Maître Grue
- 2022 : Buzz l'Éclair : Mo Morrison[21]

## Théâtre

### Pièce
- 1999 : La Confession, mise en scène de Michel Didym

### One man show
- 2006 : Tomer Sisley, Stand Up

## Distinctions
- Étoile d'or du cinéma français 2009 : révélation masculine française pour Largo Winch